# Grand Prix automobile d'Allemagne 1993
GP précédent GP suivant
Le Grand Prix automobile d'Allemagne 1993 (Grosser Mobil 1 Preis von Deutschland), disputé sur le circuit d'Hockenheim situé dans le land de Bade-Wurtemberg en Allemagne le 25 juillet 1993, est la quarante-et-unième édition du Grand Prix, le 542e Grand Prix de Formule 1 couru depuis 1950 et la dixième manche du championnat 1993.

## Classement

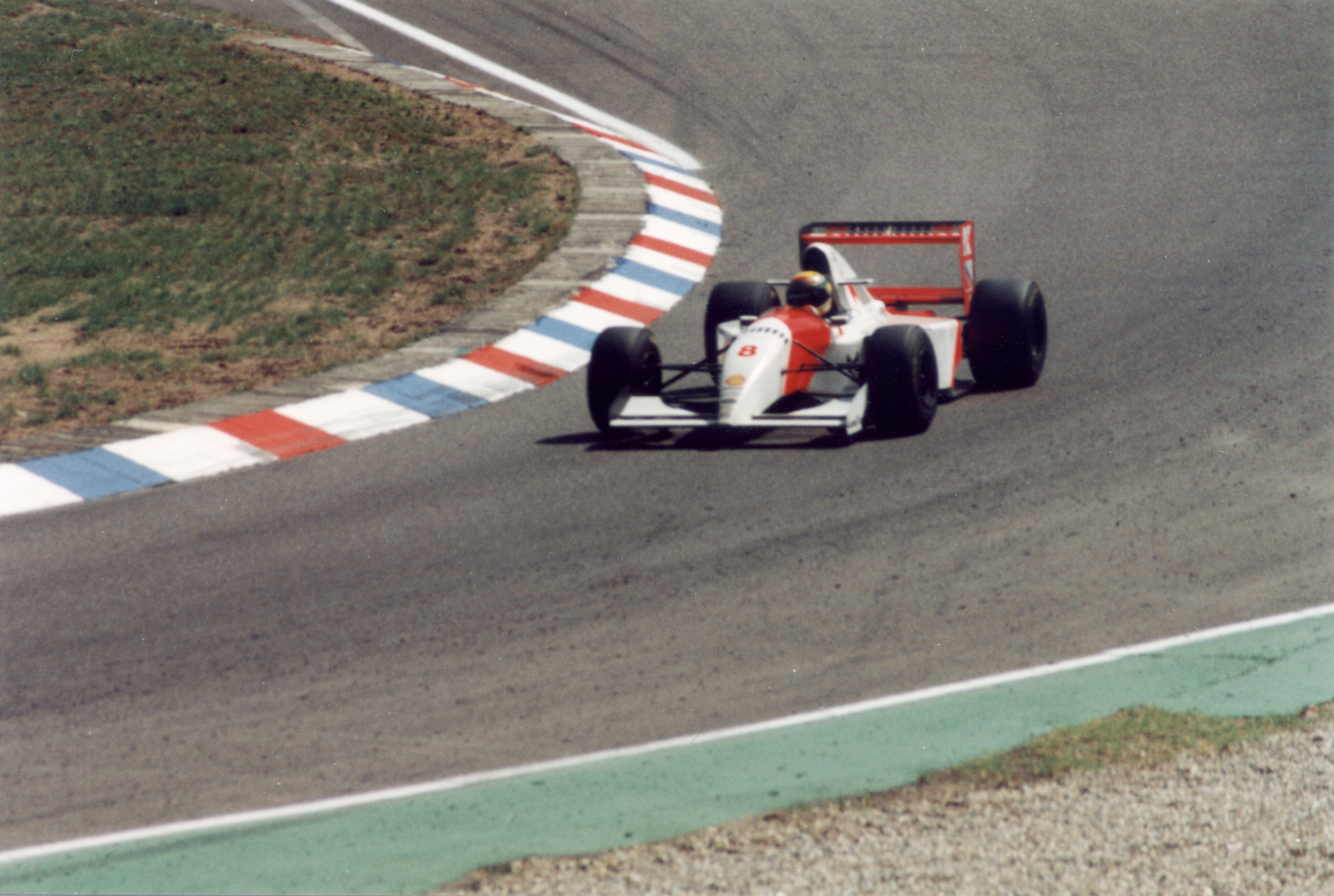
Ayrton Senna à Hockenheim en 1993.

| Pos. | No | Pilote               | Écurie                  | Tours | Temps/Abandon                      | Grille | Points |
| ---- | -- | -------------------- | ----------------------- | ----- | ---------------------------------- | ------ | ------ |
| 1    | 2  | Alain Prost          | Williams-Renault        | 45    | 1 h 18 min 40 s 885 (233,861 km/h) | 1      | 10     |
| 2    | 5  | Michael Schumacher   | Benetton-Ford           | 45    | + 16 s 664                         | 3      | 6      |
| 3    | 26 | Mark Blundell        | Ligier-Renault          | 45    | + 59 s 349                         | 5      | 4      |
| 4    | 8  | Ayrton Senna         | McLaren-Ford            | 45    | + 1 min 08 s 229                   | 4      | 3      |
| 5    | 6  | Riccardo Patrese     | Benetton-Ford           | 45    | + 1 min 31 s 516                   | 7      | 2      |
| 6    | 28 | Gerhard Berger       | Ferrari                 | 45    | + 1 min 34 s 754                   | 9      | 1      |
| 7    | 27 | Jean Alesi           | Ferrari                 | 45    | + 1 min 35 s 841                   | 10     |        |
| 8    | 25 | Martin Brundle       | Ligier-Renault          | 44    | + 1 tour                           | 6      |        |
| 9    | 29 | Karl Wendlinger      | Sauber-Ilmor            | 44    | + 1 tour                           | 14     |        |
| 10   | 12 | Johnny Herbert       | Lotus-Ford              | 44    | + 1 tour                           | 13     |        |
| 11   | 23 | Christian Fittipaldi | Minardi-Ford            | 44    | + 1 tour                           | 20     |        |
| 12   | 19 | Philippe Alliot      | Larrousse-Lamborghini   | 44    | + 1 tour                           | 23     |        |
| 13   | 25 | Thierry Boutsen      | Jordan-Hart             | 44    | + 1 tour                           | 24     |        |
| 14   | 24 | Pierluigi Martini    | Minardi-Ford            | 44    | + 1 tour                           | 22     |        |
| 15   | 0  | Damon Hill           | Williams-Renault        | 43    | Crevaison                          | 2      |        |
| 16   | 21 | Michele Alboreto     | Scuderia Italia-Ferrari | 43    | + 2 tours                          | 26     |        |
| 17   | 9  | Derek Warwick        | Footwork-Mugen-Honda    | 42    | + 3 tours                          | 11     |        |
| Abd. | 14 | Rubens Barrichello   | Jordan-Hart             | 34    | Roulement de roue                  | 17     |        |
| Abd. | 3  | Ukyo Katayama        | Tyrrell-Yamaha          | 28    | Roue                               | 21     |        |
| Abd. | 30 | Jyrki Järvilehto     | Sauber-Ilmor            | 22    | Accélérateur                       | 18     |        |
| Abd. | 11 | Alessandro Zanardi   | Lotus-Ford              | 19    | Sortie de piste                    | 15     |        |
| Abd. | 10 | Aguri Suzuki         | Footwork-Mugen-Honda    | 9     | Boîte de vitesses                  | 8      |        |
| Abd. | 7  | Michael Andretti     | McLaren-Ford            | 4     | Accident                           | 12     |        |
| Abd. | 22 | Luca Badoer          | Scuderia Italia-Ferrari | 4     | Suspension                         | 25     |        |
| Abd. | 4  | Andrea De Cesaris    | Tyrrell-Yamaha          | 1     | Boîte de vitesses                  | 19     |        |
| Abd. | 20 | Érik Comas           | Larrousse-Lamborghini   | 0     | Transmission                       | 16     |        |

## Pole position et record du tour
- Pole position : Alain Prost en 1 min 38 s 748 (vitesse moyenne : 248,451 km/h).
- Meilleur tour en course : Michael Schumacher en 1 min 41 s 859 au 40e tour (vitesse moyenne : 240,862 km/h).

## Tours en tête
- Damon Hill : 41 (1-7 / 10-43)
- Alain Prost : 4 (8-9 / 44-45)

## Statistiques
- 51e et dernière victoire pour Alain Prost. Il établit le nouveau record qui ne sera égalé puis battu qu'en 2001 par Michael Schumacher.
- 68e victoire pour Williams en tant que constructeur.
- 48e victoire pour Renault en tant que motoriste.